# Théâtre à l'italienne de La Roche-sur-Yon
Le théâtre à l’italienne de La Roche-sur-Yon est une salle de spectacle de La Roche-sur-Yon (Vendée). Construit en 1845, il est inscrit à l'inventaire des monuments historiques depuis 1985 .
Propriété de la ville de La Roche-sur-Yon, le lieu abrite un espace d'information culturelle et de médiation. Il accueille une partie de la saison culturelle de la Ville ainsi qu'une partie de la programmation de la Scène nationale du Grand R et d'autres associations théâtrales du territoire. 

## Localisation et dimensions
Il se situe sur la place du Théâtre, entre les rues Salvador Allende et de Verdun et au centre de la perspective reliant la préfecture à l’église du Sacré-Cœur. D’une capacité de 359 places assises, le bâtiment possède les dimensions suivantes :
- Longueur : 42,8 m
- Largeur : 18,7 m
- Hauteur de fronton : 13,5 m
- Hauteur sous coupole : 11 m

## Histoire
Si l’installation d’une « comédie » est prévue dès 1804 au nord de l’actuelle place Napoléon, les difficultés financières liées à la construction de la ville mettront le projet en suspens.
De passage à La Roche-sur-Yon, Napoléon Ier signe le 8 août 1808 un décret impérial incitant à l’édification d’un théâtre dans la jeune préfecture de Vendée.
Il faut attendre 1811 pour que la direction des halles de la ville mette en location la salle centrale du marché couvert pour que puissent s’y jouer des représentations de manière provisoire.
La situation durant, l’édification d’une salle dans les jardins de l’Hôtel de ville est envisagée en 1833, mais devant le refus de subventionnement du Conseil Général, le projet est abandonné. 
La question de la modernisation de la salle des halles sera évoquée en 1842, mais la municipalité, sous l’impulsion du maire Bazile Moreau, décide en 1843 de se doter d’un véritable théâtre. En effet, les halles sont vétustes et la ville connait un développement important qui, associé à l’achèvement de nombreux bâtiments de première nécessité, permet la création d’infrastructures nouvelles.
Conçu par l’architecte-voyer Urbain Pivard en lien avec le décorateur nantais Louis-Lucien Penne, le coût du bâtiment est de 25 000 francs.
Inauguré le 2 novembre 1845, le théâtre présente en son extérieur une architecture néo-classique marquée par un fronton couronnant un portique toscan de quatre colonnes et deux pilastres. L’ensemble est réalisé en pierre calcaire du sud Vendée.
La place du Théâtre sera quant à elle lotie pendant les années suivantes avec un urbanisme strictement réglementé, destiné à mettre en valeur le monument central.
Le 22 décembre 1874, sous la présidence d'Hippolyte Périer, maire, la municipalité de la Roche-sur-Yon décida l'intronisation de l'éclairage au gaz en remplacement de l'éclairage à l'huile de colza devenu archaïque. En août 1911, le maire de l'époque, Lucien Genuer, décida la mise en marche d'un réseau de distribution d'énergie électrique. L'année suivante le 10 août 1912, le théâtre fut le premier édifice communal à être doté de l'éclairage électrique. Le 28 juillet 1914, la municipalité décida d'installer le chauffage centrale au théâtre mais en raison de la Première Guerre mondiale, le projet n'aboutit pas. Le 12 février 1920, le conseil municipal, avec à sa tête, Lucien Morineau, décida d'installer en adjudication le droit d'installer un cinématographe et d'y donner des représentations à partir du 1er mai 1920. M. Boisson fut déclaré adjucitaire. Durant la Première Guerre mondiale, un certain Duigou avait obtenu des édiles l'autorisation d'introniser un cinématographe et d'inviter gratuitement les militaires blessés. 
Le 22 juillet 1922, le maire Lucien Morineau prit la décision de réinstaller le chauffage central, reprenant ainsi un projet précédemment annulé en raison des hostilités, avec quelques améliorations. L'adjudication eut lieu le 19 octobre de la même année. Pendant près de cinquante ans, le théâtre demeura inchangé. Les habitants purent ainsi profiter de divers films, pièces de théâtre, concerts, revues locales et assister à des conférences. Ce n'est que le 20 juillet 1970 que la municipalité reprit la gestion du théâtre. Trois ans plus tard, une décision de rénovation fut prise, incluant d'importants travaux de sécurité et la réaménagement de la salle de théâtre. Le plan de rénovation fut approuvé le 27 décembre 1974, et le 30 mars 1976, la municipalité confia l'étude des travaux au cabinet d'architecture Durand-Ménard. Après six mois de travaux, le théâtre rouvrit ses portes le 1er janvier 1977. 
La salle de spectacle, ainsi que les façades et toitures du bâtiment sont inscrits au titre des monuments historiques depuis le 20 novembre 1985.

### Intérieur
C'est un théâtre à l'italienne à l'intérieur d'un bâtiment de style néo-classique. Dite « en fer à cheval » en raison de sa forme qui lui donne une acoustique remarquable, la salle est bâtie en bois. Les circulations latérales distribuent pour la partie publique, le parterre, un niveau de baignoires, un niveau de loges et un balcon.
S’il ne reste rien du décor d’origine (y en a-t-il eu un ?) hormis la structure de la salle, les études liées à la restauration du bâtiment permettent d’établir une coloration ancienne dans des teintes bleutées et grises. Aussi, la salle telle qu’elle a été restaurée en 2005, présente les couleurs et ornements de 1888 date de la première grande modernisation.
Chutes de guirlandes, instruments de musique, masques grecs, oves… sont les stucs et dorures qui décorent les avant-gardes des loges et balcons ainsi que l’ouverture de scène.
Le plafond en coupole est l’élément majeur du Théâtre de La Roche-sur-Yon. Il est composé en son centre d’un lustre de 2,33 m de haut et 1,66 m de diamètre réalisé en 2005 à partir de dessins de 1845. Autour du lustre, huit toiles marouflées dans des caissons du nantais Georges Levreau avec en alternance muses romaines et motifs fleuris. Les Muses représentées sont Calliope (poésie épique), Erato (poésie lyrique), Thalie (comédie) et Melpomène (tragédie).

### Modernisations[9]
- 1874 : Installation de l'éclairage au gaz et réfection des plafonds et peintures.
- 1888 : Devant les risques d'incendie, l'absence d'isolation… la première rénovation est effectuée. Les peintures sont rafraîchies, les sols et la toiture refaits, la décoration réalisée…
- 10 août 1912 : Premier bâtiment public de La Roche-sur-Yon raccordé à l’électricité.
- 1920 : Arrivée du cinématographe.
- 1922 : Chauffage central.
- 1930 : Modernisation avec reprise des peintures, boiseries et cloisons notamment.
- 1948 : Travaux divers dont vitrage du portique d'entrée.
- 1977 : Seconde grande rénovation intérieure avec installation de sièges de cinéma par exemple.
- 2005 : Restauration totale de l'édifice.

## Fontaine Olof Palme par Bernard Pagès
En 1986, le programme "7 fontaines monumentales en France" permet à la ville de La Roche-sur-Yon de repenser la place du Théâtre qui est alors un parking.
L'artiste français Bernard Pagès est alors chargé d'imaginer une fontaine sur mesure pour le parvis futur.
La géométrie brisée des trois colonnes de la fontaine veut rappeler l'urbanisme de La Roche-sur-Yon ainsi que les difficultés historiques et financières liées à la construction de la ville. Les mosaïques font référence à l'architecture art-déco de l'hôtel des postes voisin, tandis que l'absence de bassin est une référence au climat océanique, donc humide, de l'Ouest de la France.
Le projet a suscité une polémique importante en raison notamment de son coût, alors que celui-ci n'était supporté qu'à hauteur de 25% par la Ville de La Roche-sur-Yon. La fontaine est dédiée à Olof Palme, assassiné en 1986.

## Photos

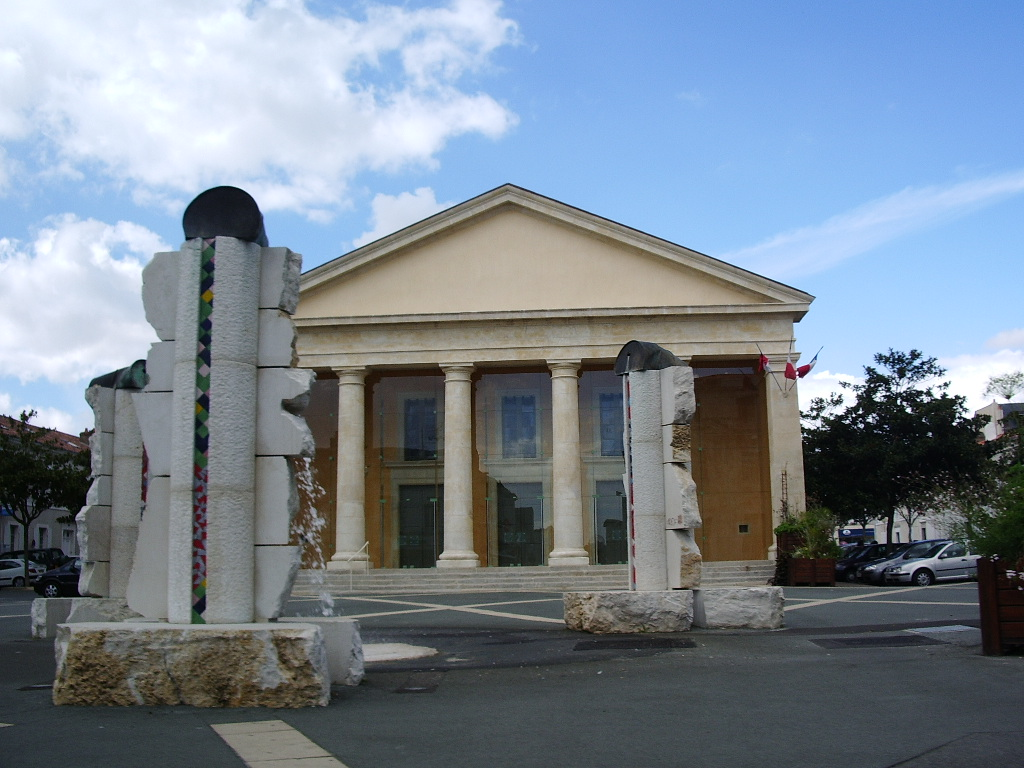
Place du Théâtre et fontaine Olof Palme.
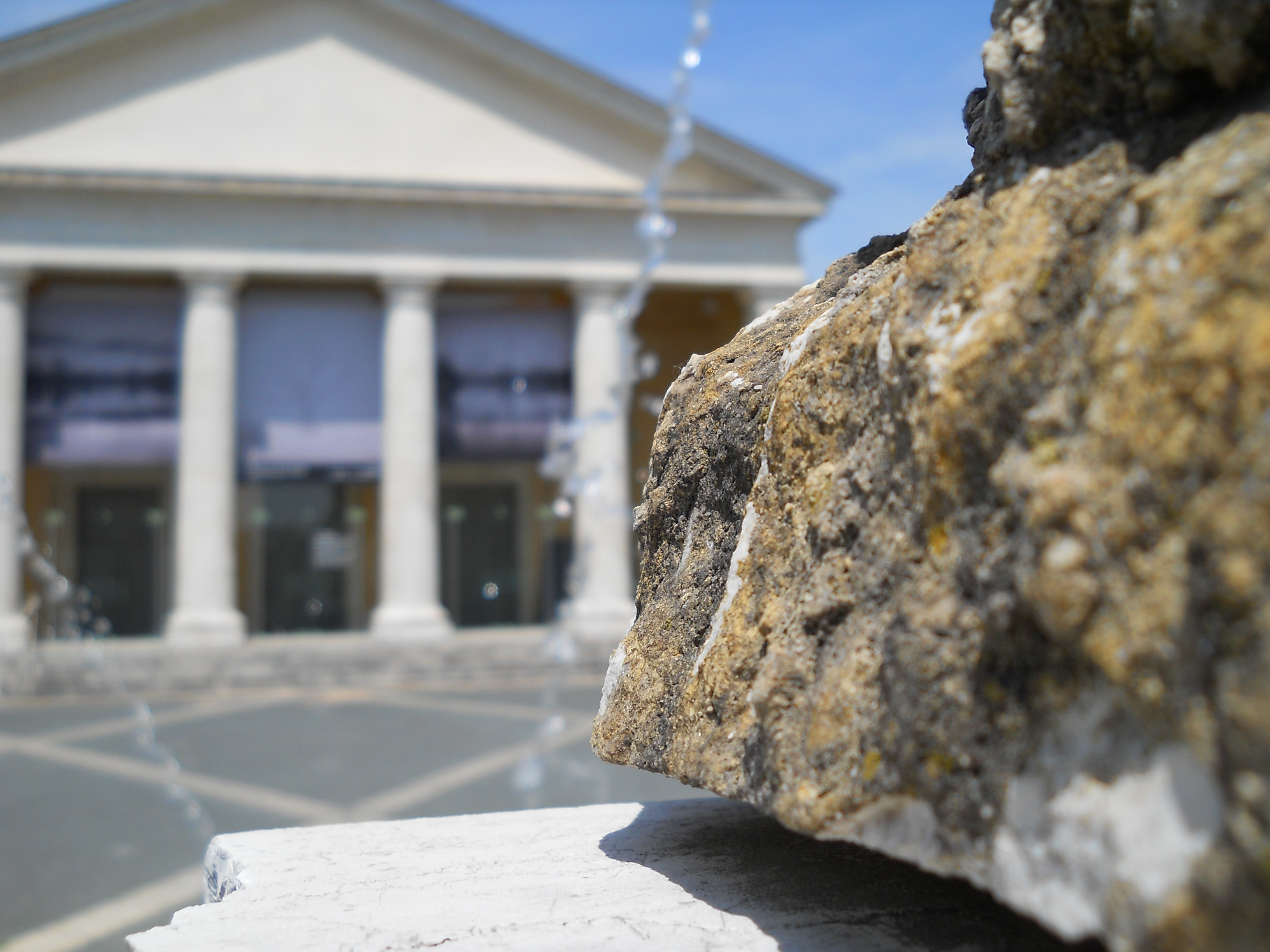
Place du Théâtre et façade depuis la Fontaine Olof Palme.
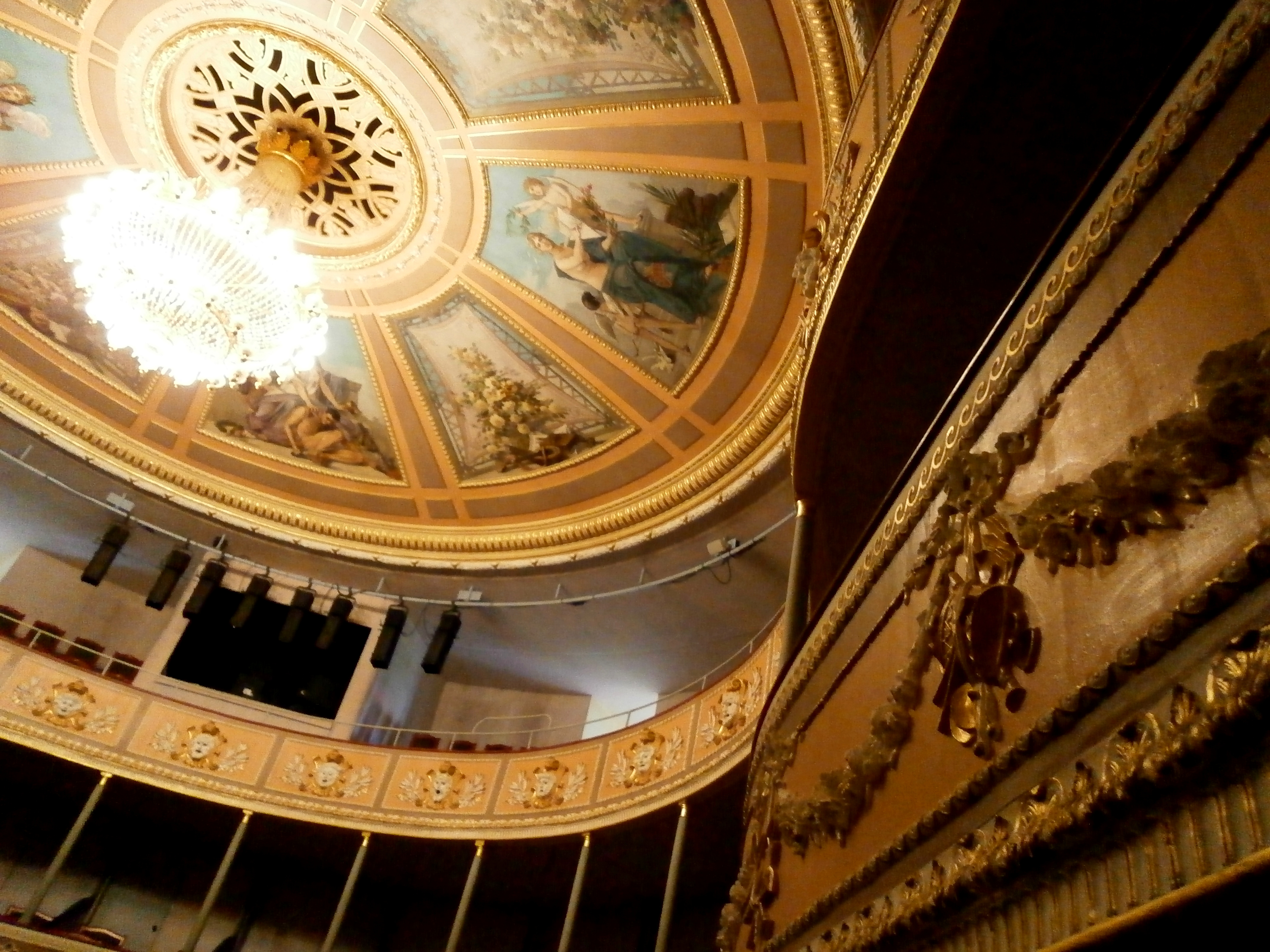
Salle de spectacle et plafond peint par Georges Levreau (1888).